# David A. Stewart
David Allen (Dave) Stewart (Sunderland, 9 september 1952) is een Britse gitarist. Hij is vooral bekend van de band Eurythmics uit de jaren tachtig.

Omdat er ook een keyboard-speler is die Dave Stewart heet noemt Stewart zich meestal David A. Stewart.
Stewart vormde met zijn geliefde Annie Lennox de groep The Tourists. Toen de relatie eindigde gingen ze samen verder met Eurythmics.

Eind jaren tachtig scoorde Dave Stewart samen met de Nederlandse saxofoniste Candy Dulfer een internationale hit met het nummer Lily was here , gemaakt voor de Nederlandse film De kassière. In Nederland was het een nummer 1-hit.
In 1990 contracteerde Stewart de Tilburgse band Soft Parade voor zijn platenlabel Anxious Records. Twee jaar later produceerde hij hun debuutalbum Puur en de single When Violets Meet.
Begin 2004 schreef Stewart een musical, getiteld Barbarella. Deze ging op 11 maart 2004 in Wenen in première. In 2005 schreef hij samen met Mick Jagger van de Rolling Stones de soundtrack van de film Alfie.
In mei 2011 maakte Jagger bekend dat Stewart en hij deel uitmaakten van SuperHeavy. Het idee voor deze supergroep kwam van Stewart. Naast Stewart en Jagger bestond de groep uit Joss Stone, A. R. Rahman en Damian Marley.
Tijdens het 'Beatles tribute concert' op 9 februari 2014, ter gelegenheid van de 50ste verjaardag van het eerste optreden van The Beatles in de Ed Sullivan Show, vertolkten de Eurythmics Fool on the Hill van het Beatles-album Magical Mystery Tour. Sinds hun breuk in 2005 was dit de eerste keer dat Annie Lennox en Dave Stewart weer samen op het podium stonden.

## NPO Radio 2 Top 2000
| Nummer met noteringen in de NPO Radio 2 Top 2000 | '99  | '00  | '01 | '02  | '03 | '04  | '05-'11 | '12  | '13  | '14  |
| ------------------------------------------------ | ---- | ---- | --- | ---- | --- | ---- | ------- | ---- | ---- | ---- |
| Lily Was Here (met Candy Dulfer)                 | 1081 | 1891 | -   | 1711 | -   | 1959 | -       | 1523 | 1881 | 1411 |

1. ↑  Een '-' betekent dat het nummer niet was genoteerd en een vetgedrukt getal geeft de hoogste notering aan.
2. ↑  Deze tabel is bijgewerkt tot en met de laatste editie (2024).

- Bibsys: 8038521
- Biblioteca Nacional de España: XX892504
- Bibliothèque nationale de France: cb13900061b (data)
- Gemeinsame Normdatei: 134530985
- International Standard Name Identifier: 0000 0004 4456 924X
- Library of Congress Control Number: n92033640
- Nationale Bibliotheek van Letland: 000097478
- MusicBrainz: 183da50a-b033-408e-862b-cab1c2425cff
- Nationale Bibliotheek van Tsjechië: xx0113647
- Nationale bibliotheek van Australië: 35896615
- Nationale Bibliotheek van Polen: a0000002212990
- Nationale en Universitaire bibliotheek Zagreb: 000067341
- Nederlandse Thesaurus van Auteursnamen: 071624643
- Réseau des bibliothèques de Suisse occidentale: 02-A027666343
- SNAC: w66985bc
- Système universitaire de documentation: 059205326
- Trove: 1136162
- Union List of Artist Names: 500462398
- Virtual International Authority File: 64205441
- WorldCat: E39PBJhRFcwWHCyvxhw8JqfrMP